# جبد
چ‍بد أو كبد منطقة عراقية وفيضة، في غرب مركز ناحية بصية في قضاء السلمان بمحافظة المثنى في البادية العراقية بجنوب العراق، ومن تكيد طريق إلى غار السيل ثم أم جليب ثم جبد ومن جبد طريق فيه قليل من الحجارة متجه إلى طراك البوش.